# 追良瀬駅
追良瀬駅（おいらせえき）は、青森県西津軽郡深浦町大字追良瀬字塩見崎にある、東日本旅客鉄道（JR東日本）五能線の駅である。

## 歴史
- 1934年（昭和9年）12月13日：開業[2][3]。
- 1971年（昭和46年）10月1日：貨物の取り扱いを廃止[3]。
- 1984年（昭和59年）2月1日：荷物の扱いを廃止[3]。
- 1986年（昭和61年）11月1日：電子閉塞導入に伴う深浦 - 北金ケ沢間の一閉塞化により運転扱いを廃止し、無人化[4]（簡易委託化）[5]。
- 1987年（昭和62年）4月1日：国鉄の分割民営化により、東日本旅客鉄道の駅となる[3]。
- 2010年（平成22年）4月1日：深浦駅から五所川原駅に管理駅が変更となる。
- 2024年（令和6年）10月1日：えきねっとQチケのサービスを開始[1][6]。

## 駅構造
単式ホーム1面1線を持つ地上駅である。横取線を有する。かつては島式ホーム1面2線であった。
弘前統括センター（五所川原駅）管理の無人駅で、駅舎は待合室のみである。

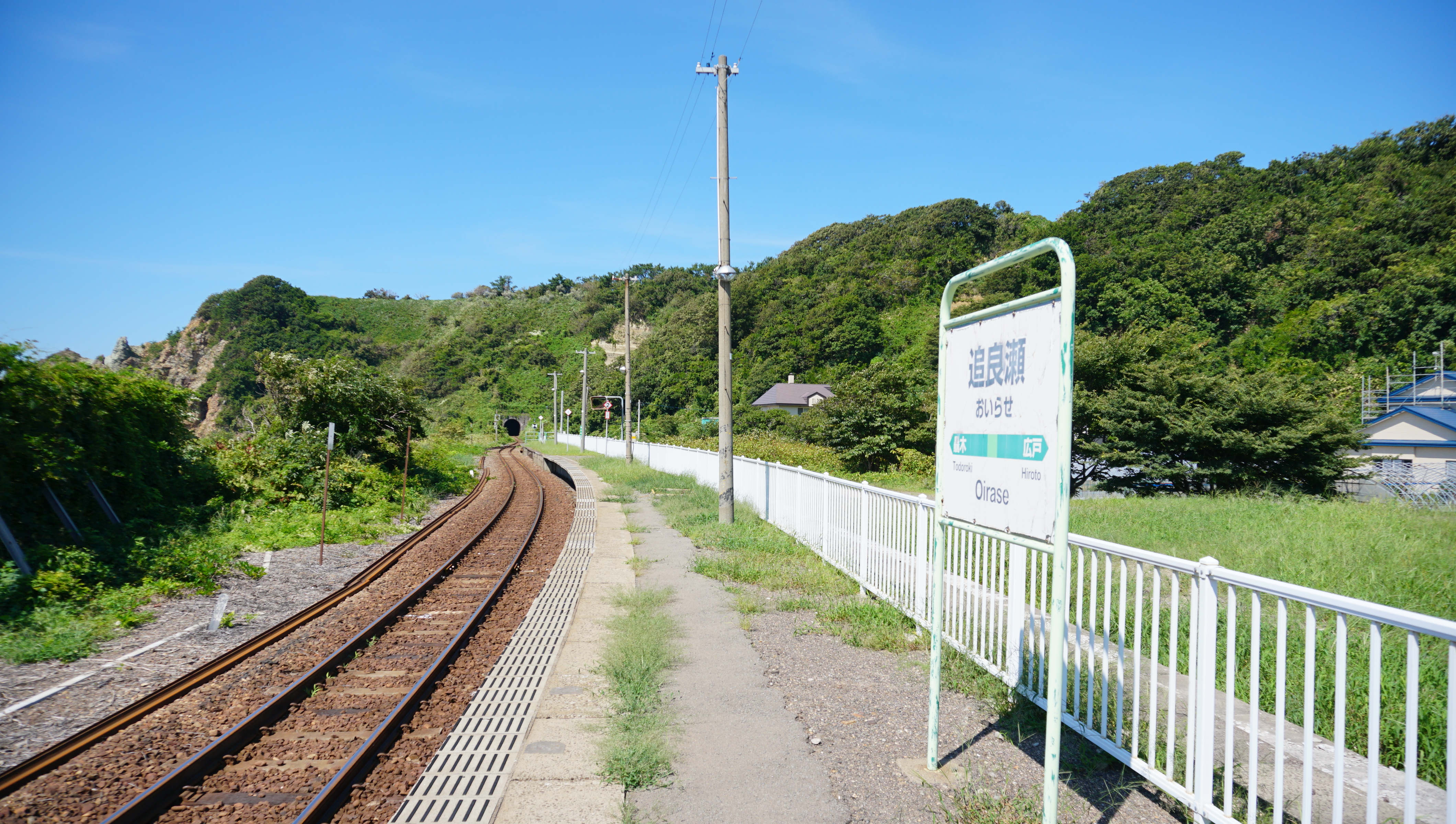
ホーム（2019年9月）

## 駅周辺
- 追良瀬簡易郵便局
- 追良瀬川
- 国道101号

## 隣の駅
東日本旅客鉄道（JR東日本）
■五能線
□快速
通過
■普通
広戸駅 - 追良瀬駅 - 驫木駅